# Rodrigo García (Regisseur)

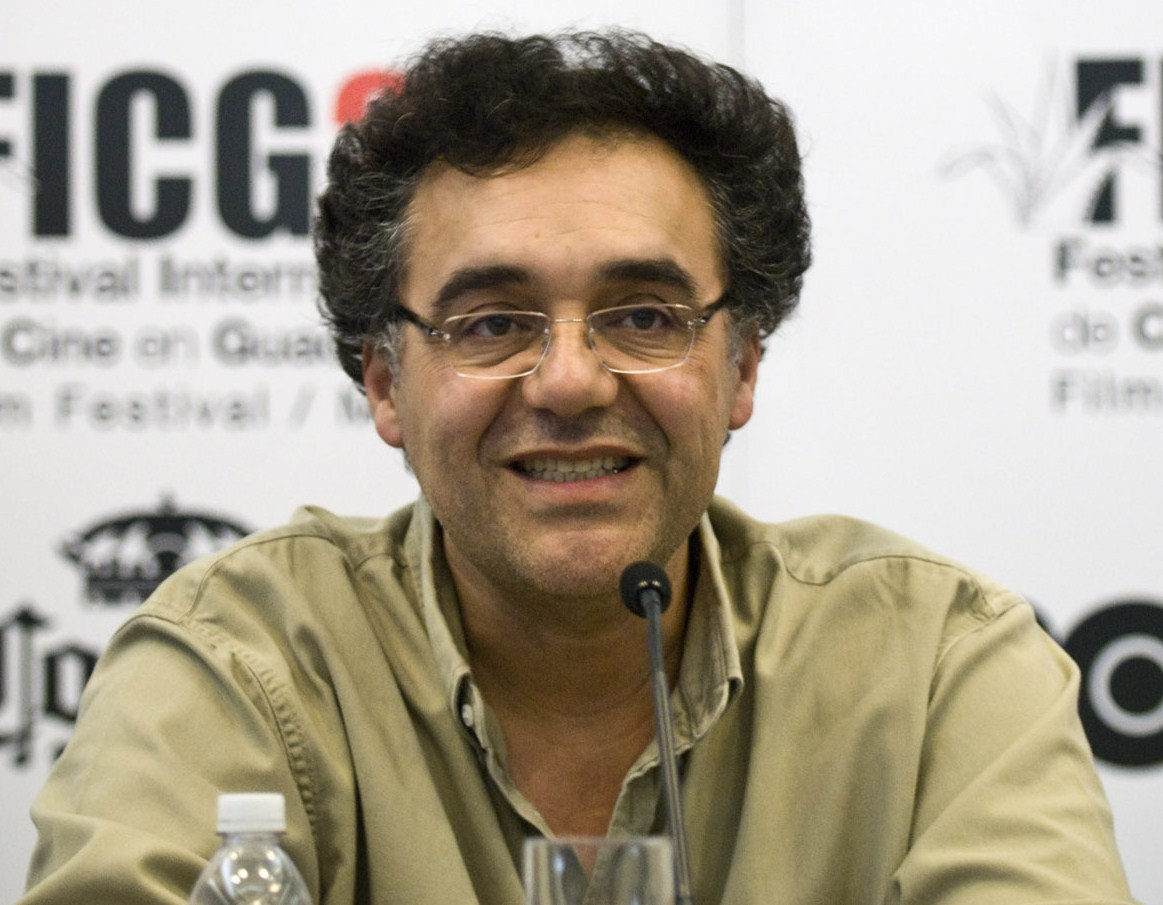
Rodrigo García 2010 beim Internationalen Filmfestival in Guadalajara (Mexiko)

Rodrigo García Barcha (* 24. August 1959 in Bogotá, Kolumbien) ist ein in Kolumbien geborener Fernseh- und Filmregisseur sowie Kameramann.

## Leben und Karriere
García wurde am 24. August 1959 in Bogotá, Kolumbien, geboren und ist der Sohn der Autoren Gabriel García Márquez und Mercedes Barcha Pardo.
García führte Regie bei diversen Independent-Filmen und einigen Folgen der HBO-Serien, Six Feet Under – Gestorben wird immer, Carnivàle and Big Love. Zurzeit lebt er in den Vereinigten Staaten.
Er arbeitete außerdem als Kameraassistent und Kameramann für Filme wie Gia – Preis der Schönheit, The Birdcage – Ein Paradies für schrille Vögel und Great Expectations.
Sein Film Nine Lives wurde für den Golden Groundhog Award für „Best Underground Movie“ nominiert.

## Filmografie

### Regie
- 2000: Gefühle, die man sieht – Things You Can Tell (Things You Can Tell Just by Looking at Her)
- 2001–2005: Six Feet Under – Gestorben wird immer (Six Feet Under, Fernsehserie, 5 Episoden)
- 2002: Ten Tiny Love Stories
- 2003: Boomtown (Fernsehserie, Episode 1x11)
- 2003–2005: Carnivàle (Fernsehserie, 5 Episoden)
- 2004: Die Sopranos (The Sopranos, Fernsehserie, Episode 5x04 Lauter glückliche Familien)
- 2005: Nine Lives
- 2005: Fathers and Sons (Fernsehfilm)
- 2006: Big Love (Fernsehserie, Episode 1x01)
- 2006: Six Degrees (Fernsehserie, Episode 1x01)
- 2007: Put It in a Book (Kurzfilm)
- 2007: Tell Me You Love Me (Fernsehserie, Episode 1x04)
- 2008: In Treatment – Der Therapeut (In Treatment, Fernsehserie, 22 Episoden)
- 2008: Passengers
- 2009: Mütter und Töchter (Mother and Child)
- 2009: Tired of Being Funny (Kurzfilm)
- 2010: Revolución
- 2011: Albert Nobbs
- 2012: Serena (Kurzfilm)
- 2012: Christine (Fernsehserie, 13 Episoden)
- 2012: Celia (Kurzfilm)
- 2012–2014: Blue (Fernsehserie, 43 Episoden)
- 2014: Delirium (Fernsehfilm)
- 2015: 40 Tage in der Wüste (Last Days in the Desert)
- 2016: Bull (Fernsehserie, Episode 1x01)
- 2018: The Affair (Fernsehserie, 3 Episoden)
- 2018: The Good Cop (Fernsehserie, Episode 1x04)
- 2018: Untitled Paul Attanasio Project (Fernsehfilm)
- seit 2020: Party of Five (Fernsehserie)
- 2020: Four Good Days
- 2022: Raymond & Ray

### Drehbuch
- 2000: Gefühle, die man sieht – Things You Can Tell (Things You Can Tell Just by Looking at Her)
- 2002: Ten Tiny Love Stories
- 2005: Nine Lives
- 2005: Fathers and Sons (Fernsehfilm)
- 2009: Mütter und Töchter (Mother and Child)
- 2009: Tired of Being Funny (Kurzfilm)
- 2010: In Treatment – Der Therapeut (In Treatment, Fernsehserie, 107 Episoden)
- 2012: Serena (Kurzfilm)
- 2012: Christine (Fernsehserie, 13 Episoden)
- 2012: Celia (Kurzfilm)
- 2012: Mary (Kurzfilm)
- 2012–2014: Blue (Fernsehserie, 40 Episoden)
- 2015: 40 Tage in der Wüste (Last Days in the Desert)
- 2020: Four Good Days
- 2022: Raymond & Ray

### Produktion
- 2005: Fathers and Sons (Fernsehfilm)
- 2008–2009: In Treatment – Der Therapeut (In Treatment, Fernsehserie, 78 Episoden)
- 2010: The Pilgrims (Dokumentarfilm)
- 2012: Serena (Kurzfilm)
- 2012: Jan (Fernsehserie, 15 Episoden)
- 2012: Denise (Kurzfilm)
- 2012: Allison (Kurzfilm)
- 2012: Dakota (Fernsehserie, 3 Episoden)
- 2012: Christine (Fernsehserie, 12 Episoden)
- 2012: Leslie (Fernsehserie, 2 Episoden)
- 2012: Jennifer (Kurzfilm)
- 2012: Rochelle (Fernsehserie, 3 Episoden)
- 2012: Judie & Yolanda (Dokumentar-Kurzfilm)
- 2012: Vanessa & Jan (Fernsehserie, 6 Episoden)
- 2012: Georgia (Fernsehserie, 3 Episoden)
- 2012: Ruth & Erica (Fernsehserie, 13 Episoden)
- 2012: Celia (Kurzfilm)
- 2012: Audrey (Fernsehserie, 6 Episoden)
- 2012: Gumdrop (Kurzfilm)
- 2012: Kendra (Fernsehserie, 8 Episoden)
- 2012: Mary (Kurzfilm)
- 2012: Ro (Fernsehserie, 6 Episoden)
- 2012–2013: Lauren (Fernsehserie, 15 Episoden)
- 2012–2014: Blue (Fernsehserie, 42 Episoden)
- 2013: Susanna (Fernsehserie, 12 Episoden)
- 2013–2014: Paloma (Fernsehserie, 5 Episoden)
- 2014: Love Me Like You Do – Aus Schicksal wird Liebe (Jackie & Ryan)
- 2015: Gone: A Wayward Pines Story (Miniserie)
- 2016: Sickhouse
- 2016: The Sweet Life
- 2016: Bull (Fernsehserie, Episode 1x01)
- 2016: Boy in a Backpack (Kurzfilm)
- 2017: Walking Out
- 2017: Lyra (Kurzfilm)
- 2017: Honor Council (Kurzfilm)
- 2017: Crowbar Smile (Kurzfilm)
- 2017: Ape (Kurzfilm)
- 2018: Watch Party (Kurzfilm)
- 2018: The Row (Kurzfilm)
- 2018: Snugglr (Kurzfilm)
- 2018: Good Eggs (Webserie)
- 2018: Black Night (Kurzfilm)
- 2018: Untitled Paul Attanasio Project (Fernsehfilm)
- 2019: Five Points (Fernsehserie, 10 Episoden)
- seit 2020: Party of Five (Fernsehserie)
- 2020: Four Good Days

### Kamera
- 1988: El verano de la señora Forbes
- 1989: Aram
- 1989: Lola
- 1991: Mi querido Tom Mix
- 1991: Danzón
- 1992: The Minister’s Wife
- 1993: Mi vida loca
- 1994: Something Extraordinary
- 1995: Unter Anklage – Der Fall McMartin (Indictment: The McMartin Trial)
- 1995: Four Rooms
- 1998: Gia – Preis der Schönheit
- 1999: Body Shots

## Veröffentlichungen
- Rodrigo Garcia: A Farewell to Gabo and Mercedes: A Son's Memoir of Gabriel García Márquez and Mercedes Barcha. HarperVia, New York 2021, ISBN 978-0-06-315833-7 (englisch, google.com).